# 岩瀬郵便局
岩瀬郵便局（いわせゆうびんきょく）は茨城県桜川市にある郵便局。民営化前の分類では集配普通郵便局であった。

## 概要
住所：〒309-1299 茨城県桜川市岩瀬71-1

## 沿革

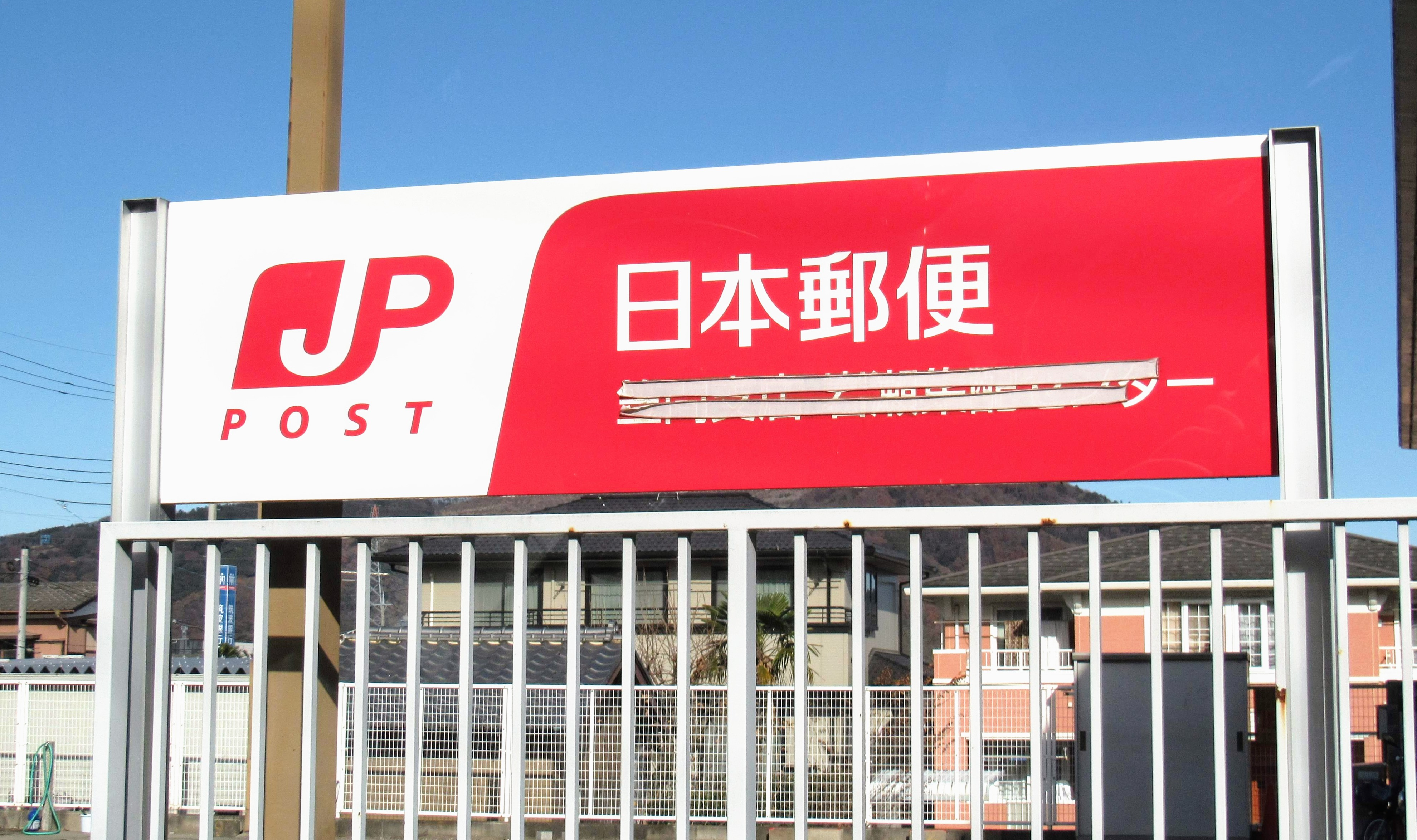
岩瀬集配センター

- 1874年（明治7年） 本新田村 堀川酒造敷地内にて郵便業務を開始。
- 1903年（明治36年）：上城集落の谷中玄一郎が岩瀬駅前に特定郵便局を開設
- 1915年（大正5年） 新庁舎が完成。
- 1927年（昭和2年）：「まるみ」の先々代が特定郵便局の権利を受け継ぎ、局長として昭和三十年代まで職に当たる。その後、権利を郵政省に返却。当時の局舎跡の敷地に現在の「まるみ」がある。
- 1995年（平成7年）4月3日：現在地に移転
- 2002年（平成14年）：岩瀬東部を受け持っていた東那珂郵便局の集配業務を集約
- 2006年（平成16年）：岩瀬北部を受け持っていた北那珂郵便局の集配業務を集約
- 2007年（平成19年）10月1日：郵政民営化が行われる。同時に岩瀬局の集配機能が笠間支店岩瀬集配センターとなる。
- 2012年（平成24年）10月1日：岩瀬集配センターを廃止。集配機能のある郵便局となる。
- 岩瀬庁舎（旧岩瀬町役場）前に位置していた前局舎は現存し、現在は学習塾として利用されている。

## 取扱内容

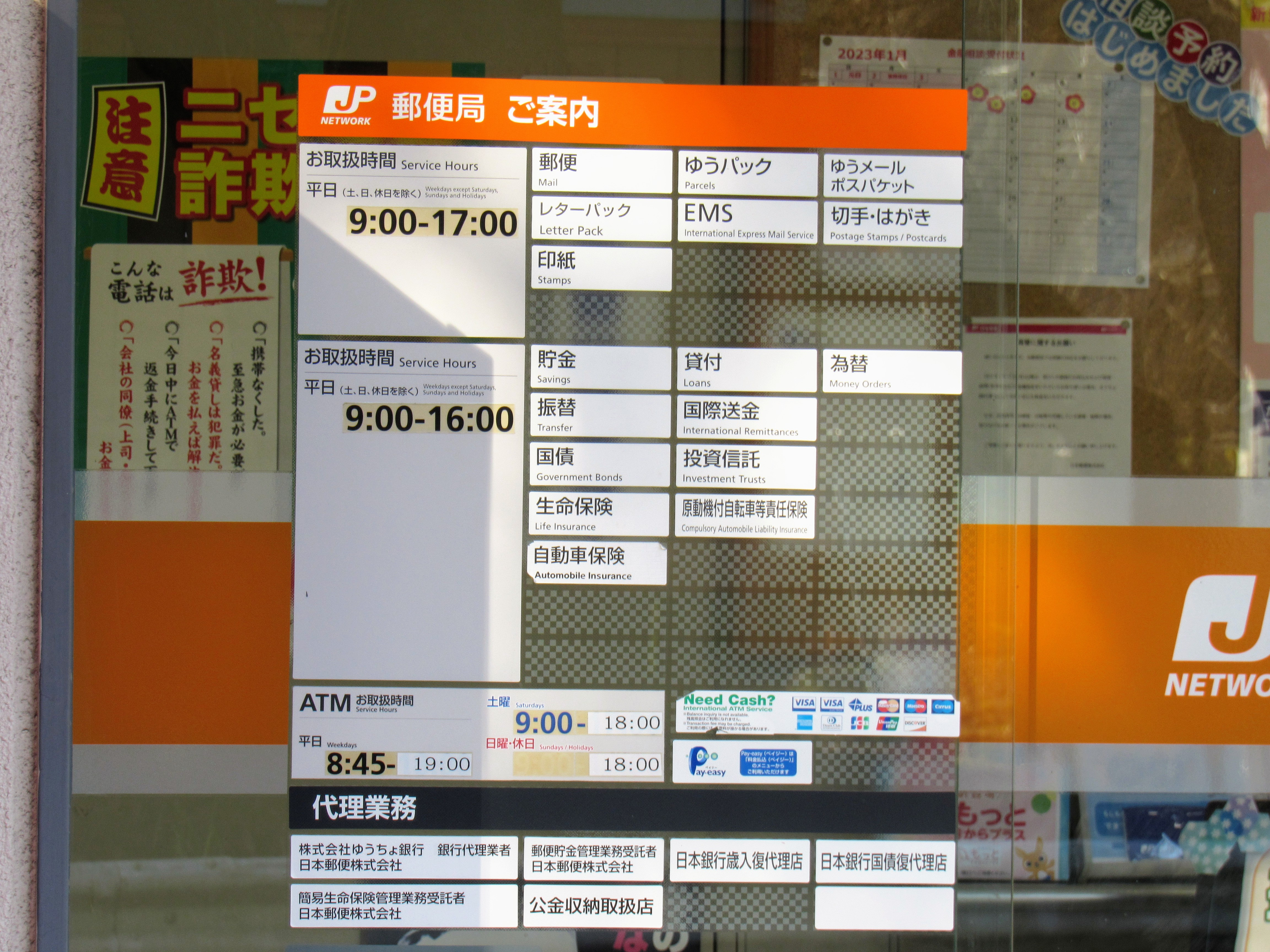
業務案内

窓口は平日9:00-16:00（郵便窓口は17:00）の営業。
郵便
- 郵便、印紙、ゆうパック、チルドゆうパック、内容証明、国際郵便、e発送サービス、キャッシュレス
- 桜川市内の一部地域（旧岩瀬町域）の集配業務

貯金・ATM
- 貯金、貯金担保自動貸付け、為替、振替、振込、国際送金、国債、投資信託、確定拠出年金、口座貸越サービス、財形定額貯金、総合振込、貯金小切手の振出、簡易払い、JP BANK カード（クレジットカード）、通帳取り扱い（ATM）、硬貨でのお取り扱い（ATM）、払込用紙による通常払込み（ATM）、通帳の繰り越し（ATM）
- ゆうちょ銀行ATM

保険
- 生命保険、バイク自賠責保険、自動車保険、JP生活サポート保険、がん保険、引受条件緩和型医療保険、変額年金保険

## 風景印
- 図案は『筑波山』・『上野沼』・『妙法寺』
- 使用開始日は1991年（平成3年）1月25日

## 周辺
- 山王神社
- 岩瀬駅
- 茨城県立岩瀬高等学校
- 岩瀬中央公民館
- 国道50号
- 桜川

## アクセス
- JR水戸線 岩瀬駅から徒歩約7分
- 桜川市バス 桜川市役所岩瀬庁舎下車
- 北関東自動車道 桜川筑西インターチェンジから東へ約3km
- 駐車場あり：10台[1]